# Plana Padana
La Plana Padana (en italià: Pianura Padana i també Val Padana), és una regió geogràfica del nord de l'Europa mediterrània que s'estén per la Itàlia septentrional i està compresa principalment en la conca del riu Po. Comprèn part de les regions del Piemont, la Lombardia, l'Emilia-Romagna i el Vèneto. Al nord, a més de la serralada de Colli Euganei i la llacuna de Venècia, la Plana Padana pren la denominació de pianura veneto-friulana. Les dues zones planes contigües estan separades d'Europa central per la gran serralada dels Alps i es consideren que encara pertanyen a l'Europa meridional. Els Alps i els Prealps delimiten la Plana Padana al llarg del vessant nord, oest i sud-oest, mentre el vessant sud és tancat per la serralada dels Apenins, el vessant oriental està banyat pel mar Adriàtic.
Altres noms per definir aquesta plana són bassopiano padano i més recentment Padània (en italià: Padania), sobretot en sentit polític, per indicar tot el nord d'Itàlia.
La Plana Padana té una superfície d'uns 46.000 km², a més del riu Po està banyada pel riu Adige en el seu curs baix, pel riu Reno i pels rius de la Romagna.

## Geografia
La Plana Padana, és una de les planes més extenses d'Europa, ocupa bona part de la Itàlia septentrional i té forma de triangle. El riu Po, gairebé pel centre, la travessa en direcció d'oest a est.
El nom de Padana deriva Padus, nom llatí del riu Po. Padania és un neologisme que no es troba en fonts històriques antigues.

## Geologia
L'activitat dels rius han aportat molts sediments a la conca marina costanera, subjecte al fenomen de la subsidència, que abans ocupava la planura padana. A l'activitat dels rius, s'hi afegeix la produïda per les glaciacions.
L'aspecte final de la Plana Padana es va tenir amb el reompliment definitiu (que va començar en el Pliocè), amb dipòsits primer marins i després continentals de les conques subsidents.

## Alta i baixa planura

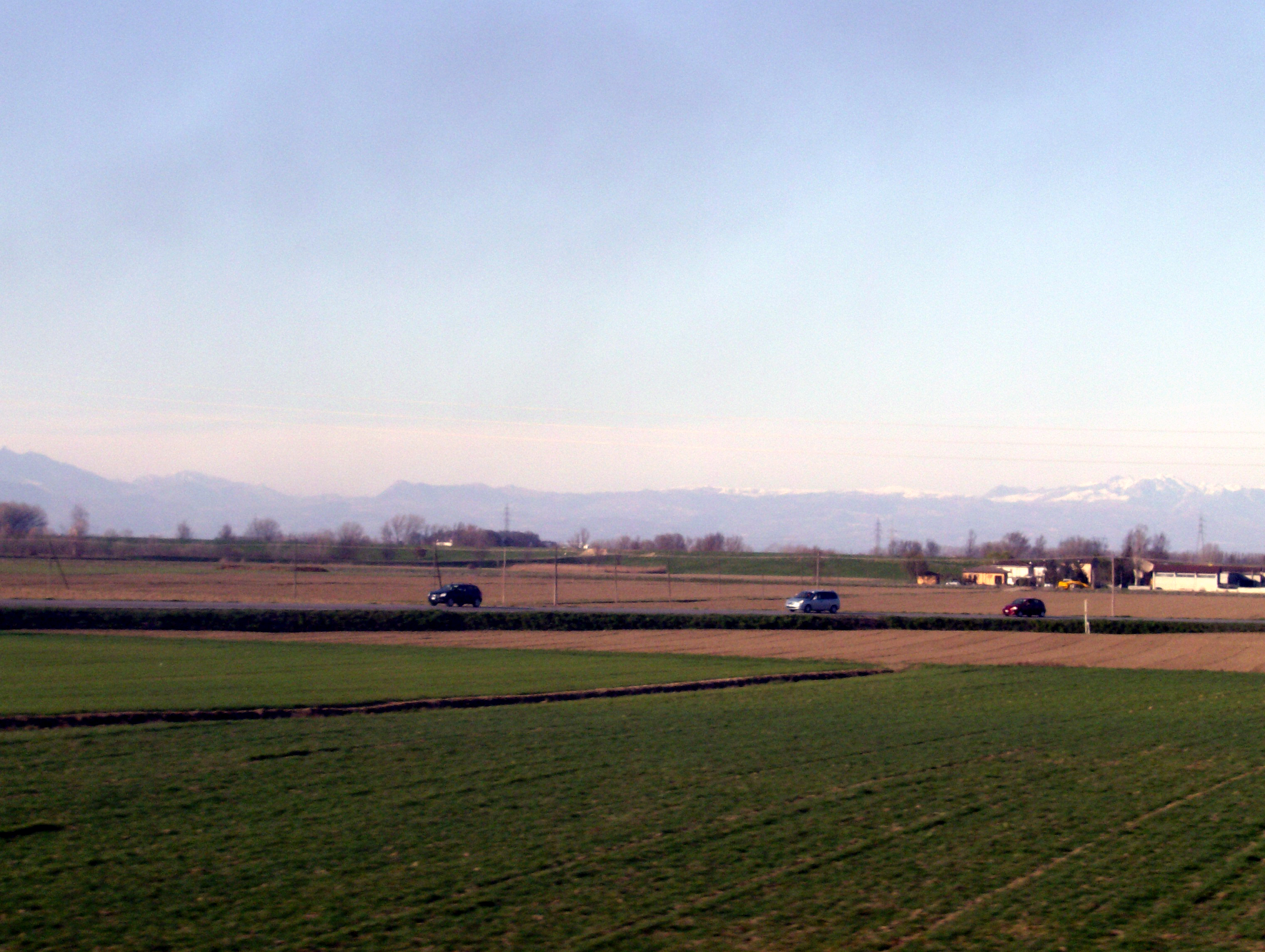
Plana Padana a la província de Màntua, al fons la muntanya

La planura padana comprèn dues zones: l'alta i la baixa planura segons l'altitud que presenten. L'alta planura, es diu també planura seca (pianura asciutta), es troba als peus dels prealps italians i del pedemont dels Apenins; el sòl és permeable, l'aigua s'infiltra fins a trobar un estrat impermeable i sorgeix en forma de fonts.
La baixa Plana Padana està formada per sòls amb materials més fins, com l'argila, impermeables o poc permeables, on l'aigua fàcilment s'acumula.
En temps antics tota la Plana Padana estava recoberta de vegetació: boscos en la part més humida (baixa planura), i brugueres en la part més seca (alta planura).

## Clima

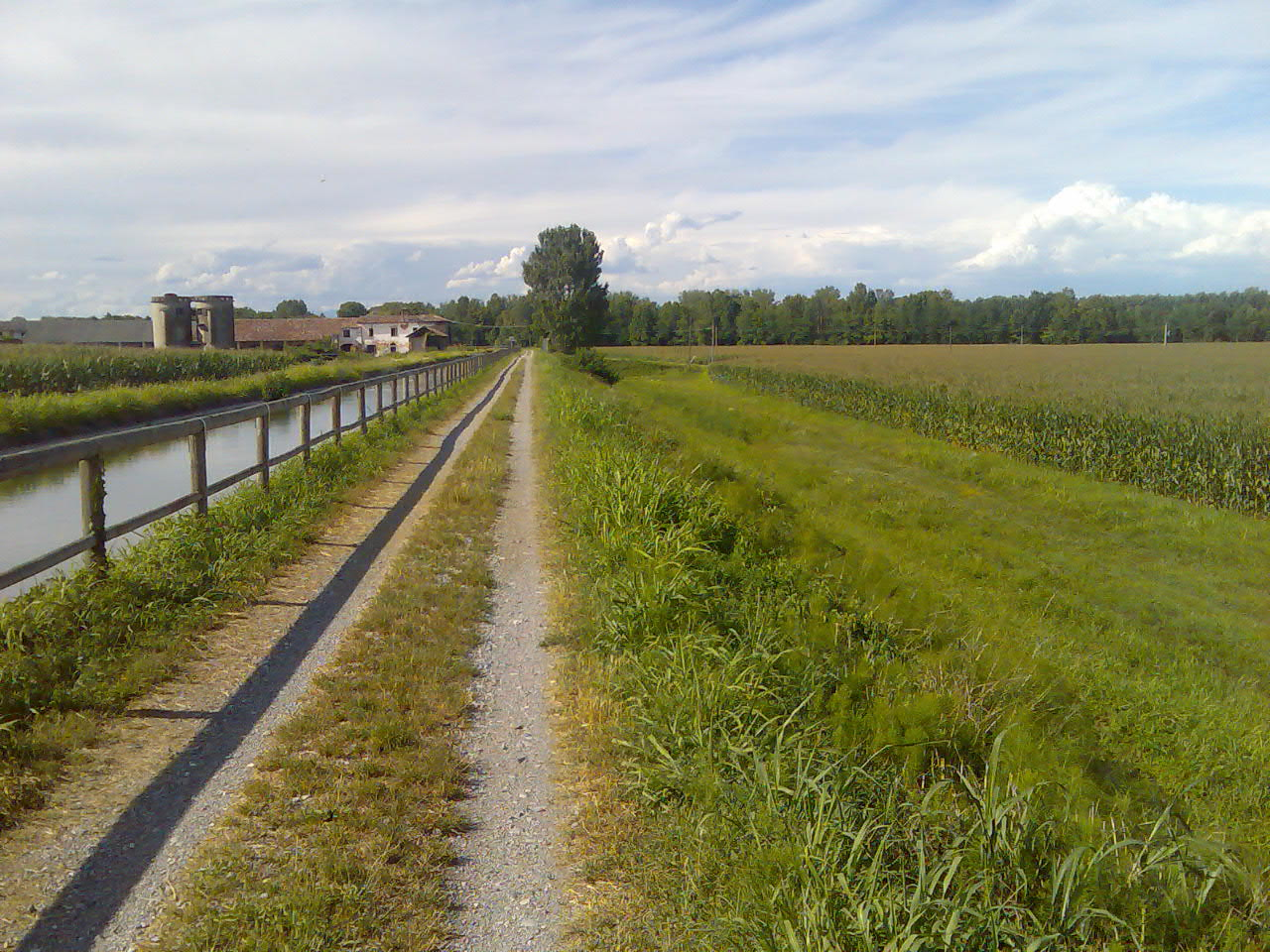
Cultius a la baixa plana, a la província de Cremona

El clima presenta una gran diferència entre les temperatures mínimes i les màximes amb mitjanes entre 0 i 25 °C. Hi ha inversions tèrmiques. La pluja es concentra especialment a la primavera i a la tardor. A l'estiu són freqüents les tempestes, sobretot al nord del riu Po. És una de les zones menys ventilades d'Itàlia i això contribueix a la boira d'hivern.

## Economia
En agricultura és típic el conreu de cereals i concretament el blat de moro. També es cultiven productes per a la indústria, com la remolatxa sucrera. En ramaderia intensiva, hi ha bestiar boví i porcí.